# Augusto Ferrer-Dalmau
Augusto Ferrer-Dalmau Nieto (Barcelona, 20 de janeiro de 1964) é um pintor espanhol de estilo realista e acadêmico das Belas Artes, especializado em pintura de história e de batalhas. Retrata em muitos casos diversos aspectos e épocas das Forças Armadas da Espanha com grande naturalismo e atenção ao detalhe.

## Biografia e obra

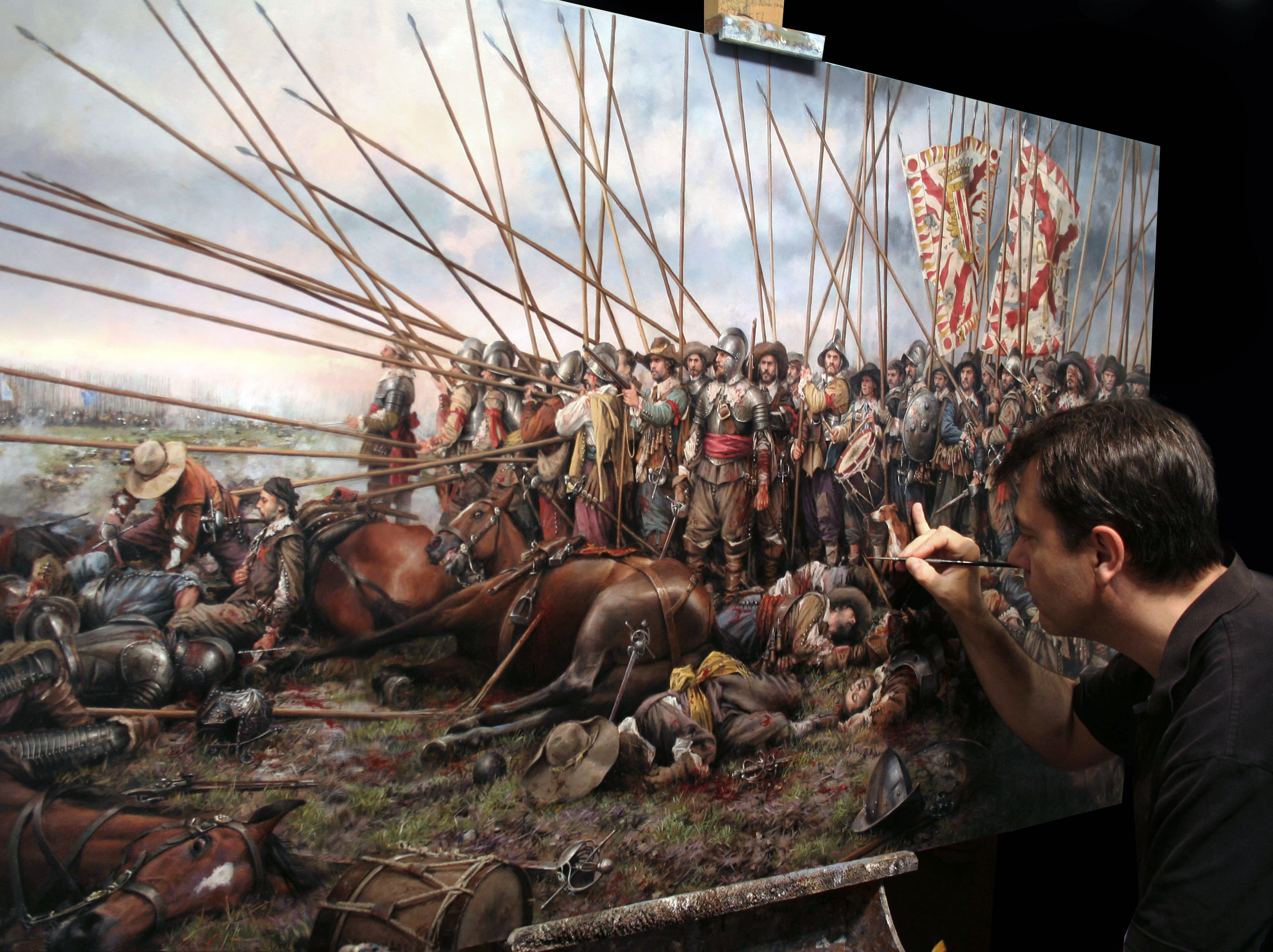
Ferrer-Dalmau pintando o quadro Rocroi, o último terço (2011).

Augusto Ferrer-Dalmau Nieto nasceu em Barcelona em 20 de janeiro de 196 em uma família burguesa catalã vinculada ao carlismo (é sobrinho bisneto do jornalista e historiador carlista Melchor Ferrer Dalmau). Cursou seus estudos no colégio jesuita de San Ignacio de Sarriá.No final dos anos 1980 trabalhou como desenhador têxtil para diferentes assinaturas, mantendo sempre viva seu amor pela pintura ao óleo. Sua vocação pela milícia e a história levou-lhe também, desde muito jovem, a pintar esta temática e escrever um livro (Batalhão Román),   ainda que seus primeiros trabalhos independentes e autodidatas foram paisagens, em especial marinhas.
Mais tarde, inspirado na obra de Antonio López García, centrou-se nos ambientes urbanos e captou em suas telas os rincões de Barcelona. Expôs em galerias de arte, e logrou sucesso e boas críticas. No final dos anos 1990 decidiu especializar-se na temática histórico-militar e começou a produzir telas onde a paisagem se mistura com elementos militares como soldados e cavalaria

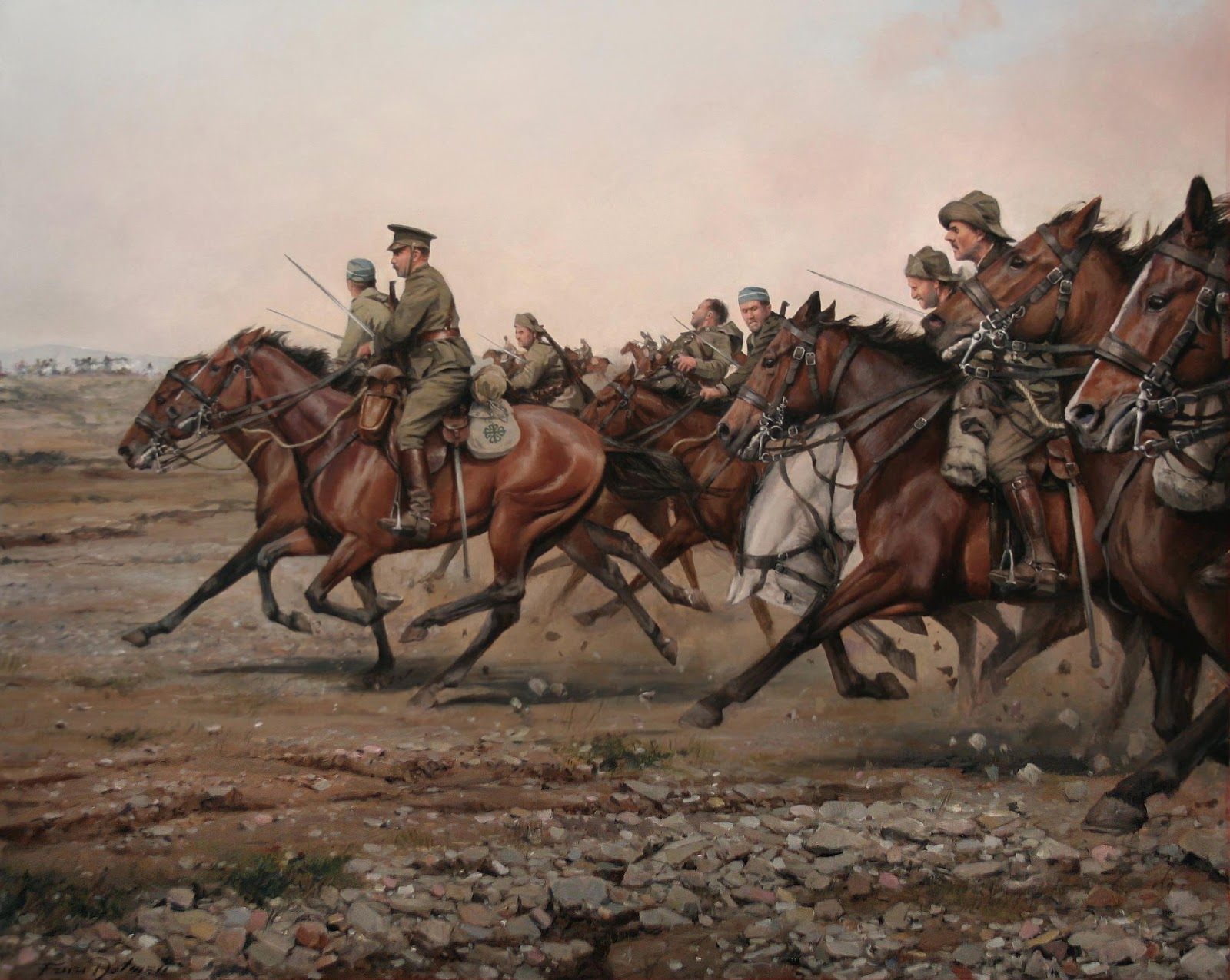
Ónus do rio Igan pelo Regimiento Alcántara (2013).

Morando em Madri desde 2010, tem colaborado com diferentes editoriais, associações, instituições, e entidades especializadas na recreação da história militar na Espanha. Publicaram-se diferentes livros monográficos sobre sua pintura. Homem comprometido com a cultura e a arte, lançou a revista, FD Magazine, na que aborda a história de Espanha e de suas gentes desde uma perspectiva artística e social. Sua obra e difusão está gerida pela empresa Historical Outline, e suas pinturas ilustram numerosos livros, também capas e revistas, especialmente de história.
Ferrer-Dalmau tem estado em zona de operações de um conflito internacional como Afeganistão e Líbano, fazendo esquemas, tomando apontes e pintando, enquanto convivia com as tropas espanholas da ISAF em 2012 e em 2014 na província de Helmand com as Forças Armadas de Georgia. O pintor compartilhou experiências com o contingente da ASPFOR XXXI, formado sobre a base da Brigada Paraquedista, em Qala i Naw e no posto avançado de combate (COP) Ricketts, em Moqur. É a primeira vez que um pintor espanhol vai a uma missão no exterior para colaborar com o Ministério de Defesa de Espanha. No entanto, não é uma prática excepcional pois outros exércitos têm artistas de guerra, como o Corpo de Marines dos Estados Unidos, que conta na atualidade com três artistas oficiais, um deles Michael D. Fay, presidente de The International Society of War Artists. sociedade da que é membro Ferrer-Dalmau,  O pintor realizou o quadro A patrulha como homenagem ao soldado espanhol. Em maio de 2016 esteve a pintar às tropas espanholas na missão do Líbano.
Augusto Ferrer-Dalmau mudou se de Cataluña em 2010 devido às pressões do nacionalismo catalão, para o qual o pintor tem manifestado em ocasiões sua rejeição, afirmando:
Citação: «"Sinto-me muito catalão e muito espanhol... Muitos catalães estão cansados do nacionalismo."»

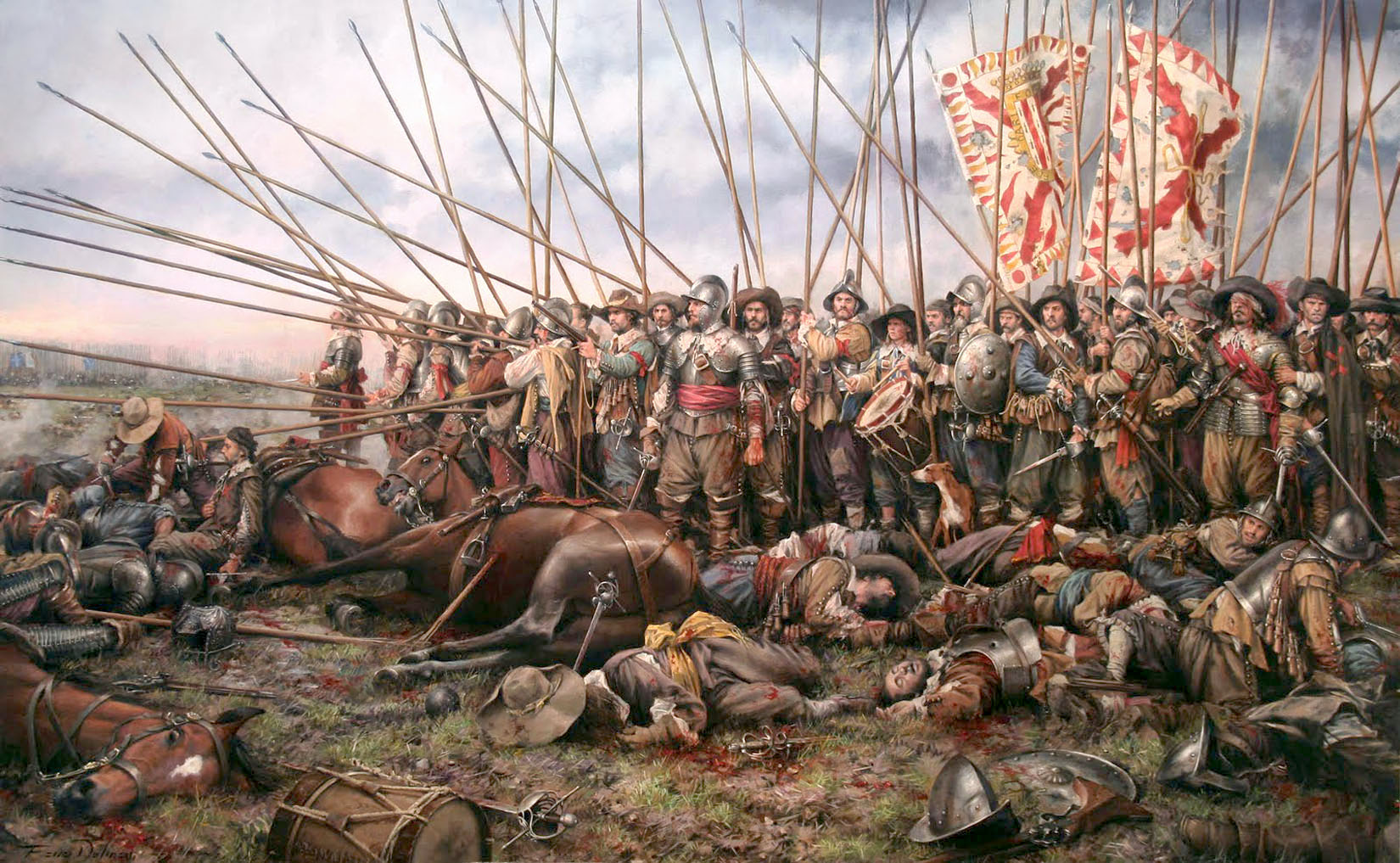
Rocroi, o último terço (2011).
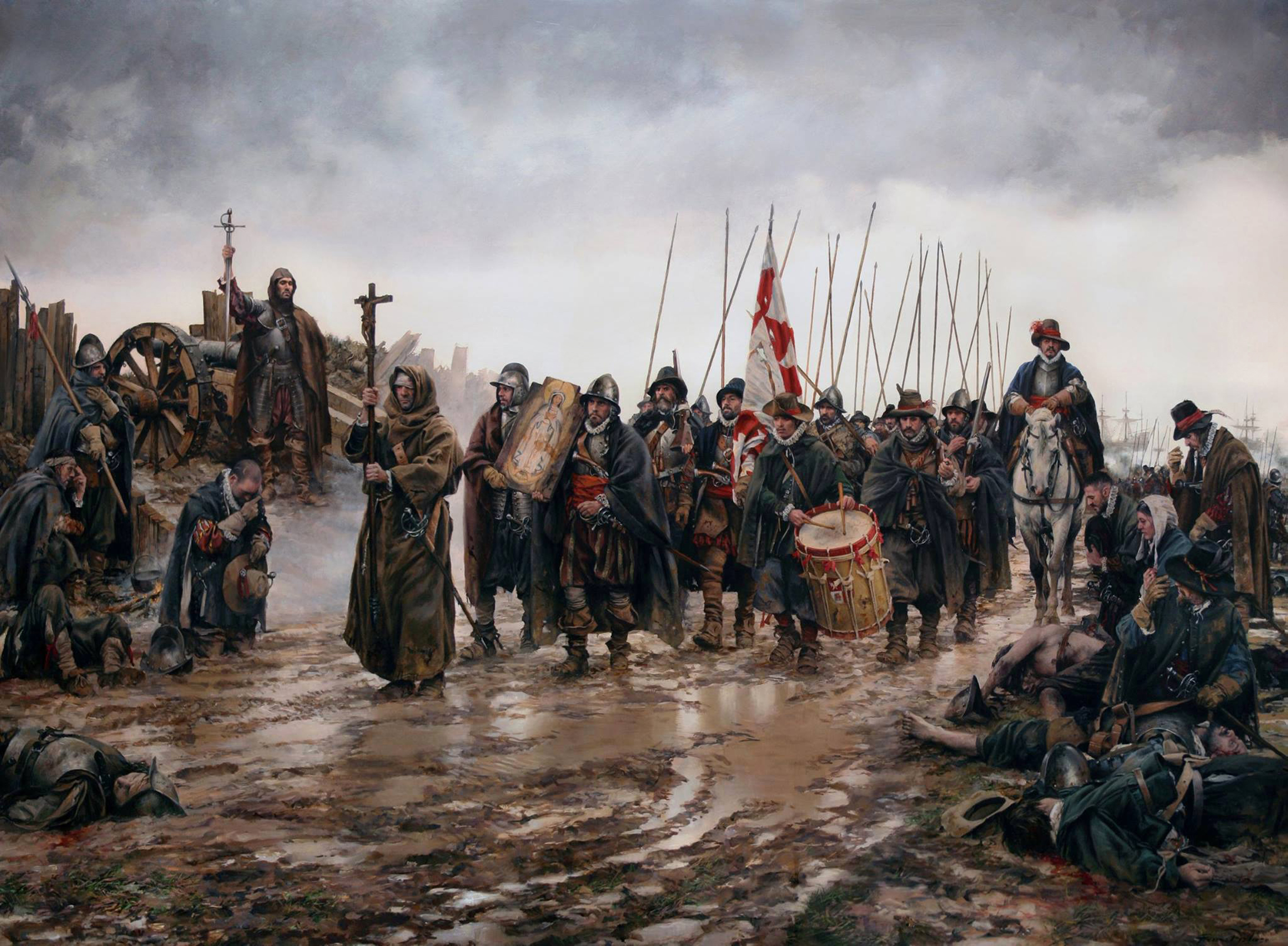
O milagre de Empel (2015).

## Exposições
Além de em coleções particulares, sua obra pode contemplar-se em diferentes museus, como o Museu da Guarda Real (Palácio Real do Pardo, Madri), o Museu do Exército, o Museu da Academia Geral Militar (Zaragoza), o Museu da Academia de Caballería de Valladolid, o Museu do Arma de Engenheiros (Madri), o Museu Naval de Madri, o Museu de Intendencia (Ávila), a Escola Naval Militar de Marín (Pontevedra), e o Museu de Arte moderna da República de Georgia além de em salas Históricas de Unidades Militares ou o Palácio Real de Valladolid.

Ao longo de sua trajetória profissional tem realizado exposições individuais em galerias privadas de Barcelona, Madri, Londres, Paris e Nova York e centros oficiais como:
- Museo del Ejército de Toledo.[30][31]
- Palacio de Capitanía de Zaragoza,[32][33][34][35]
- Palacio Real de Valladolid,[36][37]
- Palacio de la Audiencia de Soria,[38]
- Museo Provincial de Pontevedra,[39]
- castillo de San Fernando de Figueras
- Palacio de Buenavista de Madrid,[40]
- Palacio de la Capitanía General de Canarias en Tenerife,[41][42]
- Palacio Militar de Las Palmas de Gran Canaria,[43]
- castillo de Santa Catalina de Cádiz[44]
- Palacio de Capitanía de Barcelona[45][46][47][48][49]
- Palacio de los Consejos de Madrid,[50][51][52]
- Palacio Provincial de Alicante,[53]
- Sala de exposiciones del ayuntamiento de Valladolid,[54][55]
- Palacio de Miramar (San Sebastián),[56]
- Museo Romano Oiasso de Irún,[57]
- Palacio de Capitanía de La Coruña,[58]
- Palacio de las Cigüeñas de Cáceres,[59]
- Centro cultural Amaia de Irún,[60]
- Conferencia Internacional de Defensa y Seguridad (Georgia),[61]
- Exposición del "Camino Español" en Estrasburgo, Bruselas, Besanzón y Breda,[62]
- Salón del Trono de la Comandancia General de Ceuta
- Oratorio San Felipe Neri de Córdoba[63]
- Museo de la Batalla (Bailen)[64]
- Salón de recepciones de la Casa Consistorial de Valladolid,[65]
- Aula de Cultura del Palacio de Capitanía de Badajoz.[66]
- Centro cultural San Agustín en El Burgo de Osma.
- La Casa América de Madrid[67]
- Palacio de capitanía de Burgos [68]
- Iglesia de San Andelino de Bolduque (Holanda)[69]
- Palacio de Santa Bárbara (Madrid)[70]
- Santa María la Rica de Alcalá de Henares [71]
- Torre Iberdrola de Bilbao [72]

## Reconhecimentos

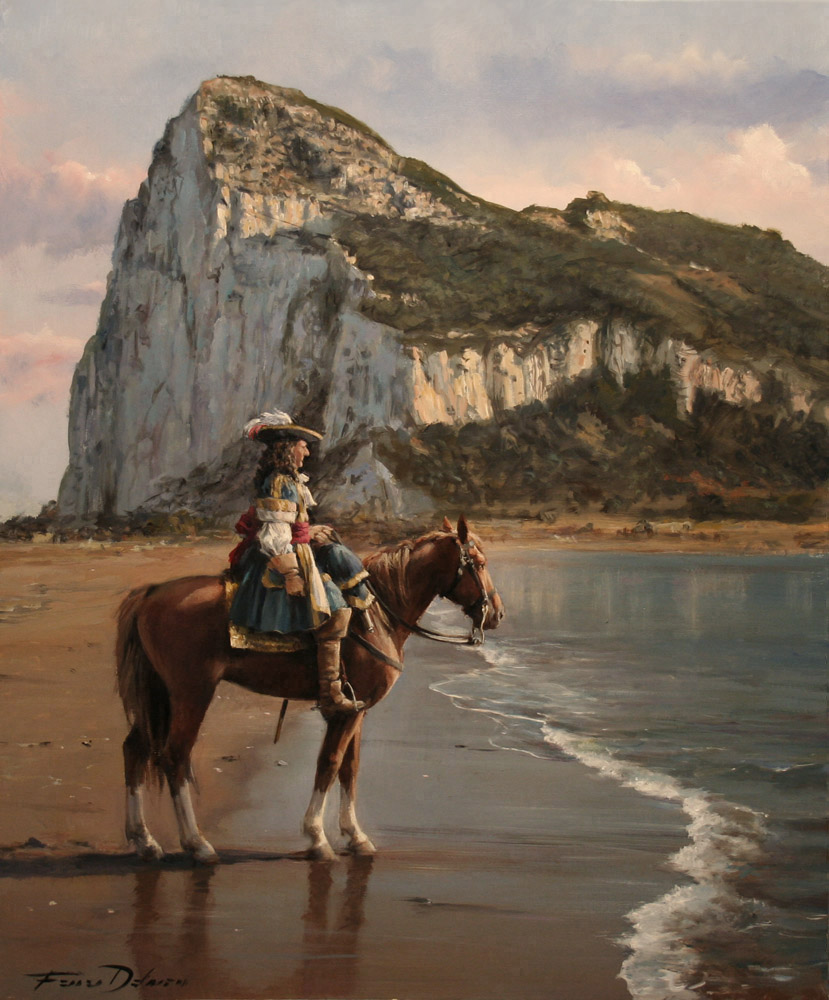
O último de Gibraltar (2011). Retrato de Diego de Salinas, último governador espanhol de Gibraltar.

Escritores, políticos, jornalistas e personalidades do panorama cultural espanhol têm reconhecido a obra de Ferrer-Dalmau. Em palavras de seu amigo, o escritor e membro da Real Academia Espanhola, Arturo Pérez-Reverte: (2010)
Nadie, que yo conozca, pinta en España como Augusto Ferrer-Dalmau. Con tanta honradez y con tan admirable ausencia de complejos a la hora de recuperar las imágenes de nuestro largo pasado militar. Lo que en otros países es natural, pintores de batallas que fijan en sus lienzos la historia y la memoria de sus respectivas naciones, aquí resulta doblemente asombroso: por lo insólito del empeño y por la espléndida belleza del resultado. Eso convierte a Ferrer-Dalmau y su obra singular, extraordinaria, en algo especialmente raro. Y, como tal, precioso. Sus cuadros son escenas, retratos, claves necesarias para ilustrar nuestro pasado. Para recordar y reflexionar. Para comprender mejor, así, nuestras miserias, nuestras tragedias y nuestra grandeza.
Augusto Ferrer-Dalmau tem sido galardoado com numerosos prêmios e distinções por sua tradjetória artística e pela difusão da história militar, entre os que se encontram: 

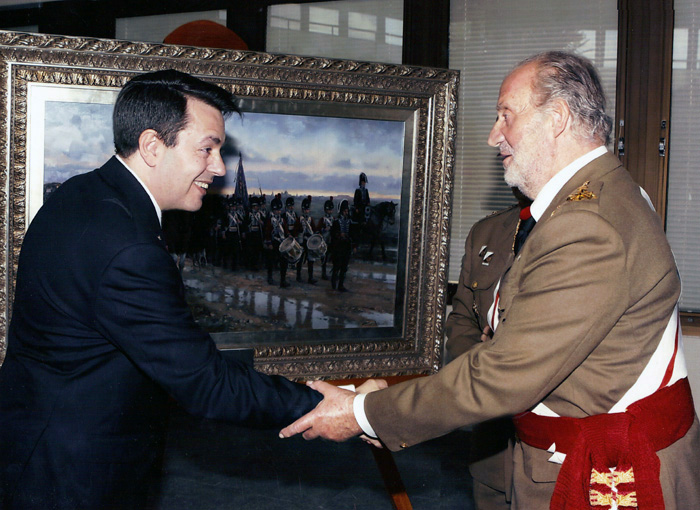
O rei João Carlos I felicitando em 2010 a Ferrer-Dalmau pela obra realizada para comemorar o III Centenário da criação do Arma de Engenheiros (Museu da Academia de Engenheiros, Madri).

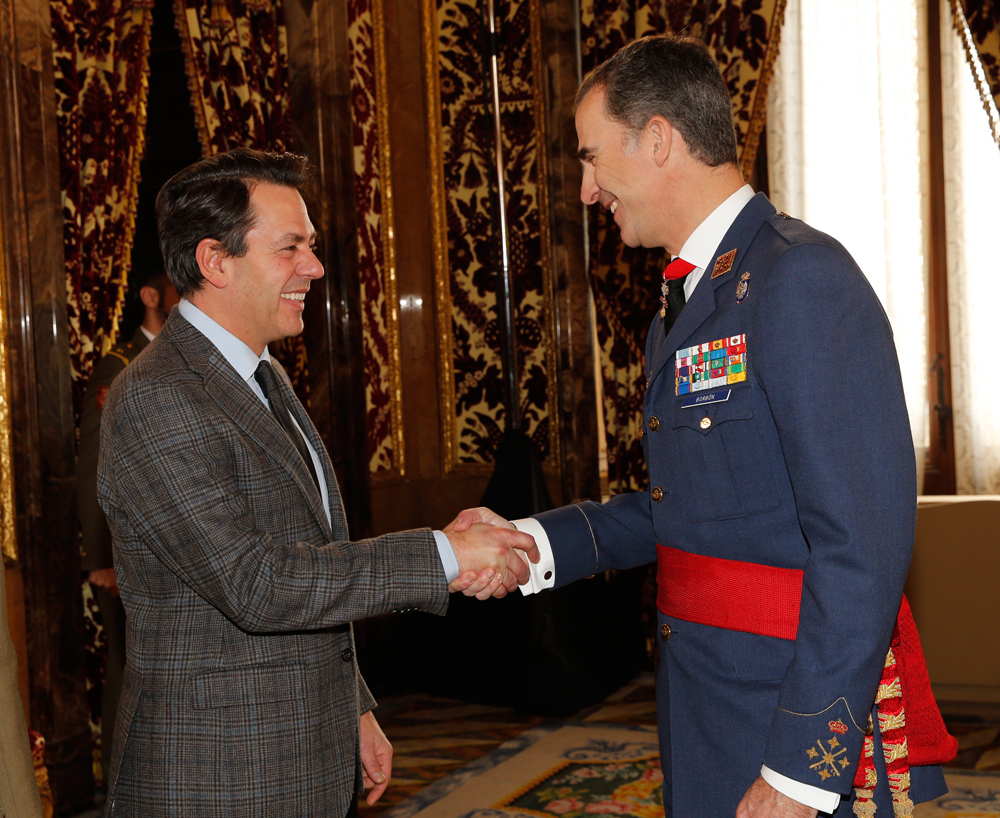
Recepção do rei Filipe VI a Augusto Ferrer-Dalmau por sua trajectória artística. Palácio Real de Madri, 2015.

- Académico de la Real Real Academia de Bellas Artes de Santa Isabel de Hungría (Sevilla).[79]
- Gran Cruz del Mérito Militar con distintivo blanco [80]
- Comendador de la Orden del Mérito Civil.[carece de fontes?]
- Cruz de Plata de la Orden del Mérito de la Guardia Civil.[81][82]
- Medalla de Oro y brillantes de las Artes «Art Priest».[83]
- Cruz al Mérito Naval, con distintivo Blanco.[84]
- Medalla al Mérito militar de la República de Georgia (General Kvinitadze Medal).[85]
- Académico numerario de la Academia de la Diplomacia.[86]
- Miembro de «The International Society of War Artists».[87]
- Cruz de la Orden del Mérito Policial con distintivo Blanco.[carece de fontes?]
- Medalla al Mérito de la Protección Civil con distintivo Blanco.[88][89]
- Cruz al Mérito Real Asociación de Hidalgos de España[90]
- Alabardero de Honor de la Guardia Real.[91]
- Maestrante de Honor de la maestranza de caballería de san Fernando[92]
- Gran Cruz de Caballero de la Orden Imperial de Carlos V.[93]
- Aspas de Borgoña de la Sociedad Heráldica Española.[94]
- Premio Sabino Fernández Campo ABC y BBVA[95]
- Premio nacional «Cultura viva» a las artes plásticas[96]
- Premio «Mariblanca» de la Casa de Madrid en Barcelona.[97]
- Premio «Racimo» de Pintura 2016[98]
- Premio Azor de la Brigada de Infantería Ligera Aerotransportable «Galicia» VII.[carece de fontes?]
- Título «Animosus Dux» de la Brigada de Infantería Mecanizada «Extremadura» XI.[99]
- Caballero Almogávar Paracaidista de Honor [100]
- Húsar Honorífico del Regimiento Pavía.
- Diploma de la Inspección General del Ejército.[101]
- Socio de Honor de La Gran Peña (Madrid)[102]
- Socio de Honor del Círculo Ahumada de la Guardia Civil [103]
- Socio de honor de Los Sitios de Zaragoza[104]
- Socio de honor del Círculo de Amigos de las Fuerzas Armadas[105]
- Socio de honor de la Asociación Cultural Blas de Lezo[carece de fontes?]
- Regular de Honor del G. R. Melilla 52.[carece de fontes?]
- Orden del Regimiento de Infantería Asturias.[carece de fontes?]
- Artillero Honorífico del RACA20.[carece de fontes?]
- Encomienda de la Asociación de Suboficiales Duque de Ahumada.[carece de fontes?]
- Lancero de Honor del Regimiento de Caballería España.[carece de fontes?]
- Soldado Acorazado de Honor de la Brigada Acorazada Guadarrama XII.[106]
- Soldado honorífico del RT 22 [107]
- Lancero de Honor del Regimiento de Caballería Farnesio.
- Cazador Honorífico del Regimiento de Cazadores de Montaña "América" n.º 66[108]
- Cazador Honorífico del Regimiento Alcántara.[109]
- Arcabucero de Honor. Regimiento de Infantería Ligera «Soria» n.º 9[carece de fontes?]
- Premios Ferrer-Dalmau de la Academia de la Diplomacia.[110]
- Medalla del 350 Aniversario del Regimiento de Infantería Asturias[111]

## Galeria

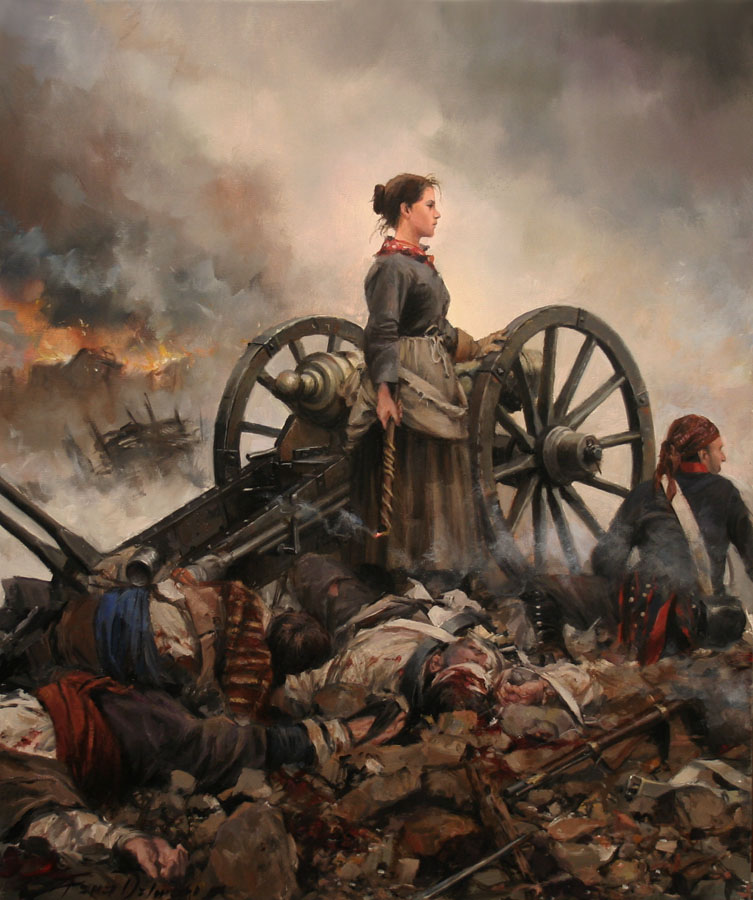
Agustina de Aragón (2012).
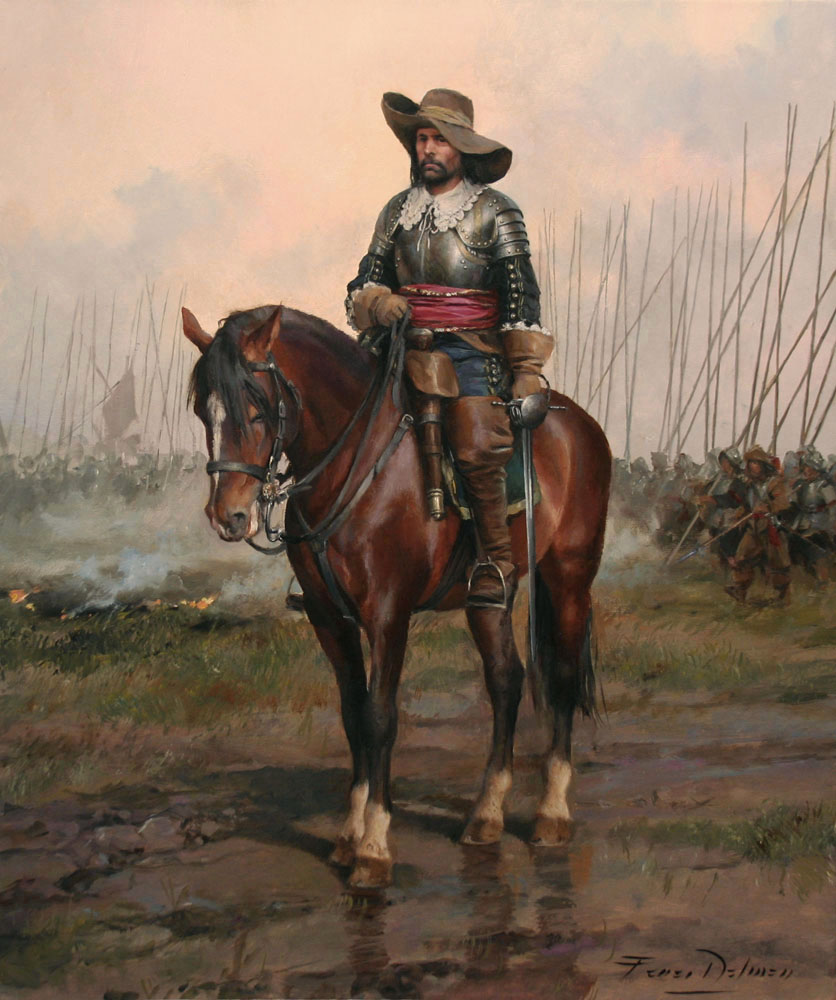
Caballería valona na Guerra dos Trinta Anos (2014)
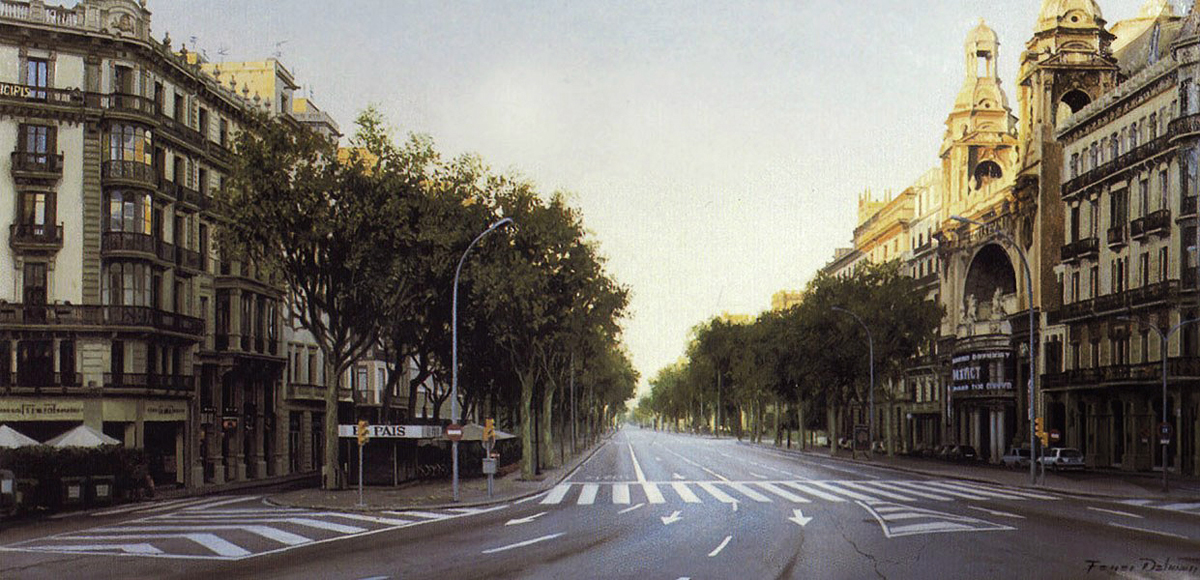
Grande Via de Barcelona (1995).
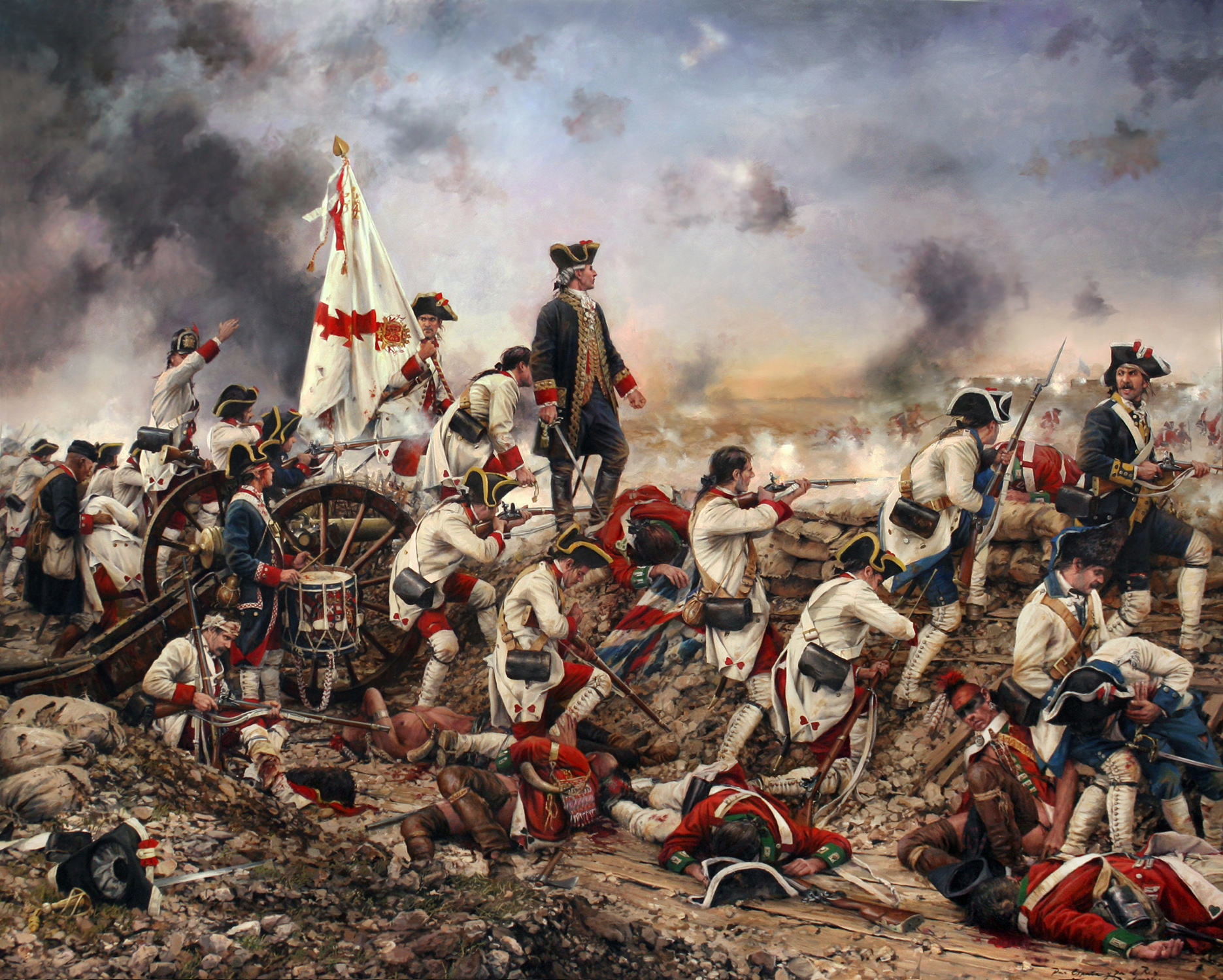
Por Espanha e pelo Rei, Gálvez em América (2015).
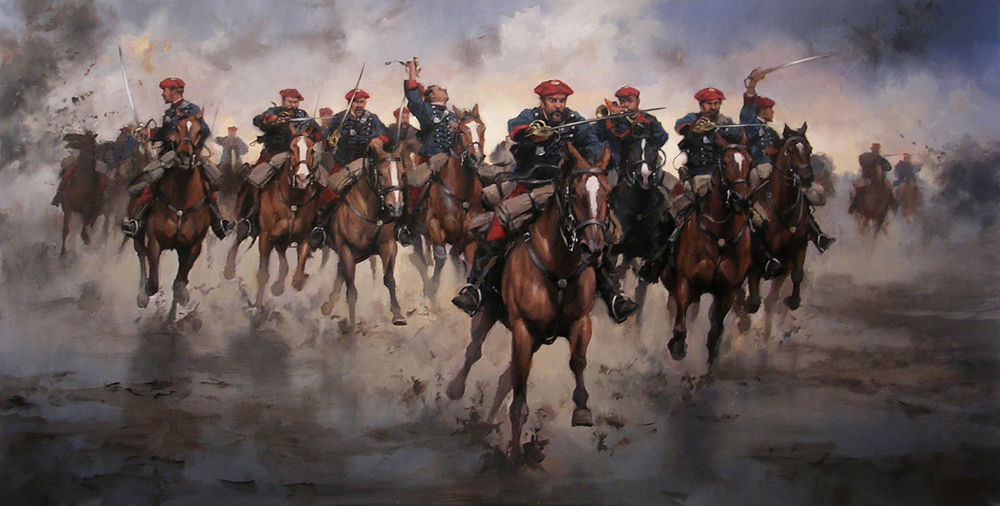
Ónus do Escuadrón Real de Carlos VII (2008).
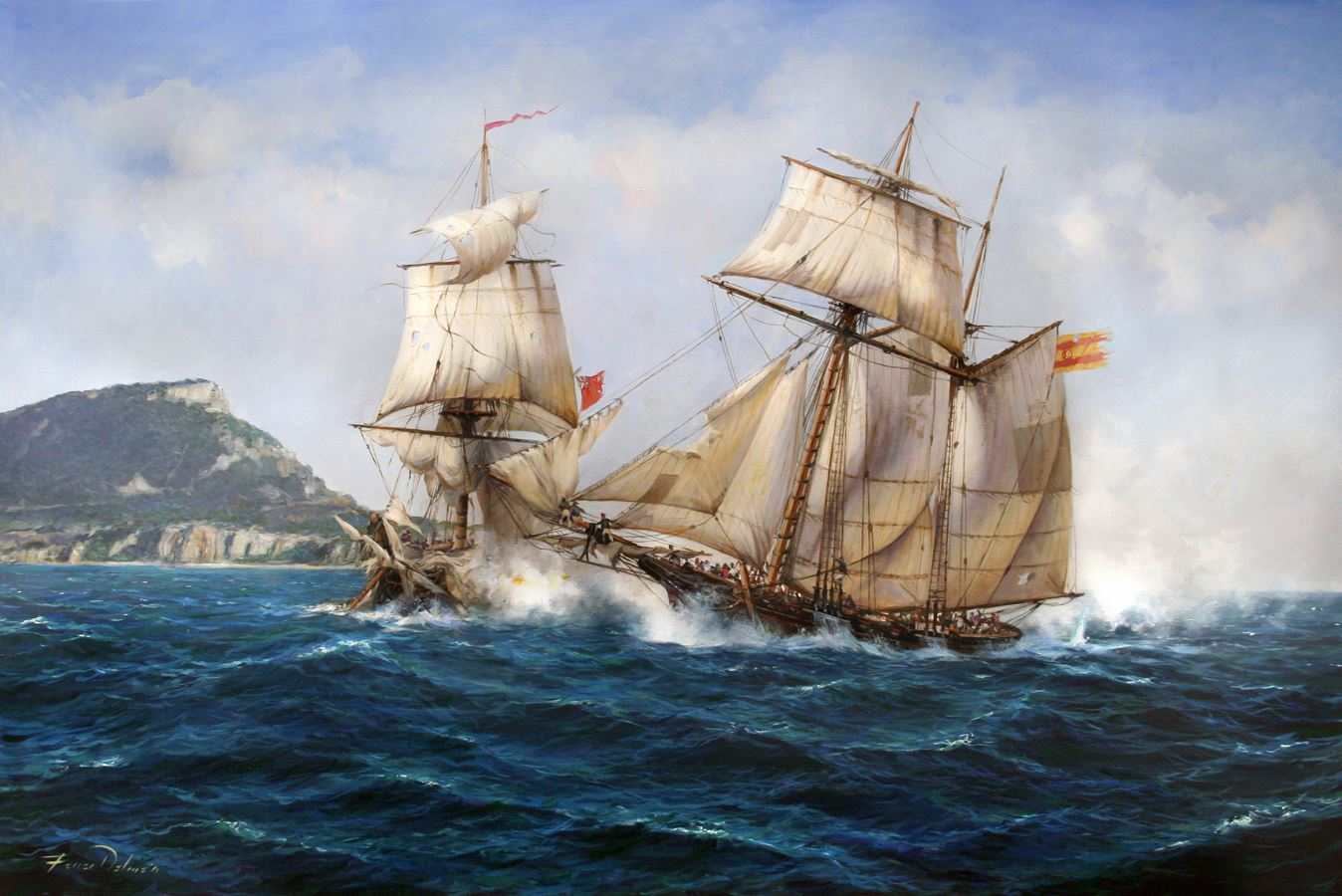
Presa em Gibraltar (2016).